# Мистецтво Третього Рейху
Мистецтво Третього Рейху — мистецтво створене та дозволене владою в Німеччини під час правління націонал-соціалістичної партії в період з 1933 по 1945 роки. Ставши диктатором у 1933 році, Адольф Гітлер почав нав'язувати народу свої уподобання у мистецтві. Лише Радянський Союз на чолі з Йосипом Сталіним, де соціалістичний реалізм став обов'язковим стилем так само виражав такий сильний інтерес до врегулювання мистецтва.
У Німеччині зразком повинно було класичне Грецьке та Римське мистецтво, яке Гітлер розглядав як мистецтво, чия зовнішня форма була втіленням внутрішнього расового ідеалу. Крім того, воно повинно було бути одночасно героїчним та романтичним. Нацисти розглядали Веймарський період у мистецтві з відразою. Таке ставлення виникло частково через консервативну естетику, частково через використання мистецтва як пропаганду.

## Історична довідка
Початок 20 століття характеризувався вражаючими змінами в художніх стилях. В образотворчому мистецтві такі інноваційні стилі, як кубізм, дадаїзм та сюрреалізм, які послідували за символізмом, постімпресіонізмом та фовізмом, не отримали загального визнання. Більшість людей в Німеччині, не переймались новинками елітарного, аморального і досить часто незрозумілого мистецтва. За останні роки Німеччина стала головним центром авангардного мистецтва. Країна була осередком зародження експресіонізму в живописі та скульптурі, атональних музичних композицій Арнольда Шенберга та створеної під впливом джазу композиції Пауля Гіндеміта та Курта Вайля. Роботи Роберта Віне «Кабінет доктора Калігарі» та Фрітца Ланга «Метрополіс» започаткували експресіонізм у кінематографії.

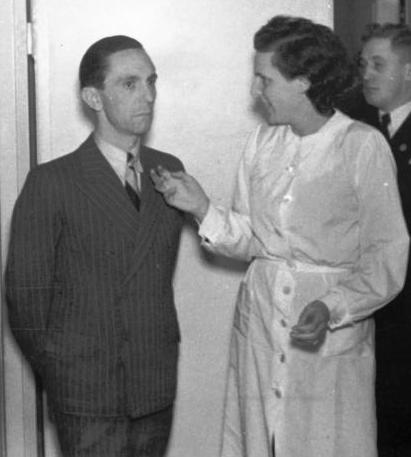
Йозеф Геббельс із кінорежисеркою Лені Ріфеншталь, 1937 рік

## Мистецькі жанри Третього Рейху
Містична, народна, моральна віра в дух Німеччини, яка несла стародавню мудрість та шляхетність в уособленні трагічної долі, існувала ще задовго до появи нацистів. Таку ідею у своїх творах відзначив Ріхард Вагнер. У своїх роботах добре відомий німецький архітектор Пауль Шультце-Наумбург, який починав свою діяльність ще до початку Першої Світової Війни, звертався до расистських теорій, які засуджували сучасне мистецтво та архітектуру. Такі настрої стали підґрунтям віри Афольфа Гітлера в те, що справжніми джерелами Арійського мистецтва були класична Греція та Середньовіччя.
Націонал-соціалістичне мистецтво має досить схожі риси з радянською пропагандою такого художнього стилю як соціалістичний реалізм. Інколи термін «героїчний реалізм» вживали для позначення обох художніх стилів. Серед відомих митців, схвалених нацистами були: скульптори Йозеф Торак та Арно Брекер, художники Вернер Пайнер, Артур Кампф, Афольф Віссель та Конрад Гоммель. У липні 1937 року через чотири роки після приходу до влади нацистської партії, було влаштовано дві виставки робіт у Мюнхені. Велика німецька художня виставка була створена для того щоб показати схвалені Гітлером твори, які наприклад зображували оголену величну білявку поряд з ідеалізованими солдатами та пейзажами. Наступна виставка, яка розташувалась прямо вздовж дороги, відображала іншу сторону мистецтва Німеччини: сучасного, абстрактного, та непрезентабельного, або як зазначали самі нацисти — «дегенеративного».
За словами Клауса Фішера: якщо коротко — то нацистське мистецтво було колосальним, знеособленим та стереотипним. Люди були позбавлені всілякої індивідуальності тому стали простими символами, що виражають можливі всезагальні істини. Якщо подивитись на архітектуру, мистецтво, або живопис нацистів, може скластися враження що обличчя, форми та кольори нанесені з пропагандистською метою. Все це є стилізованим відображенням моральних цінностей самих нацистів: влада, сила, міць та скандинавська краса. 

### Живопис

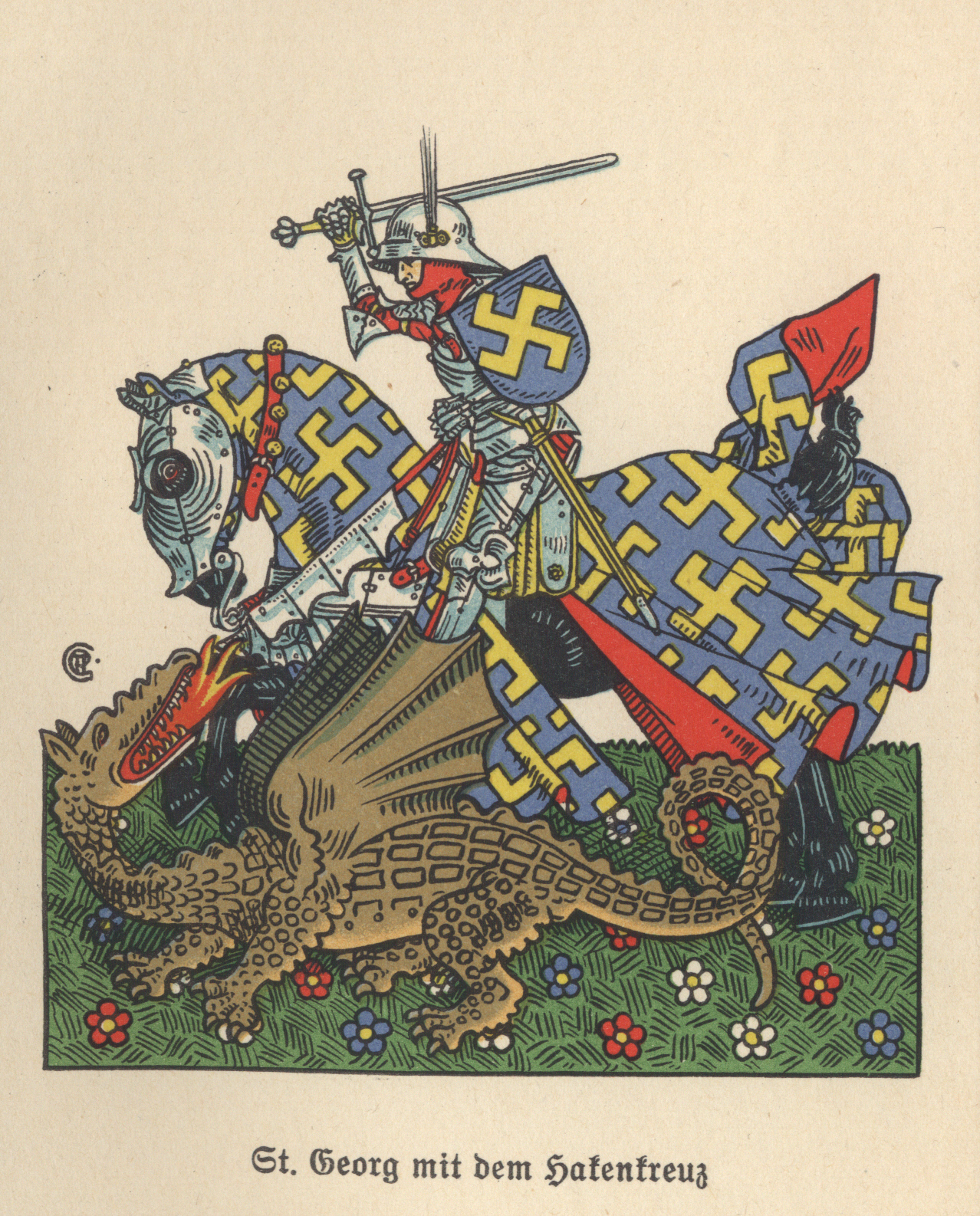
Святий Юрій в образі нациста перемагає дракона (форзац книги про геральдику)

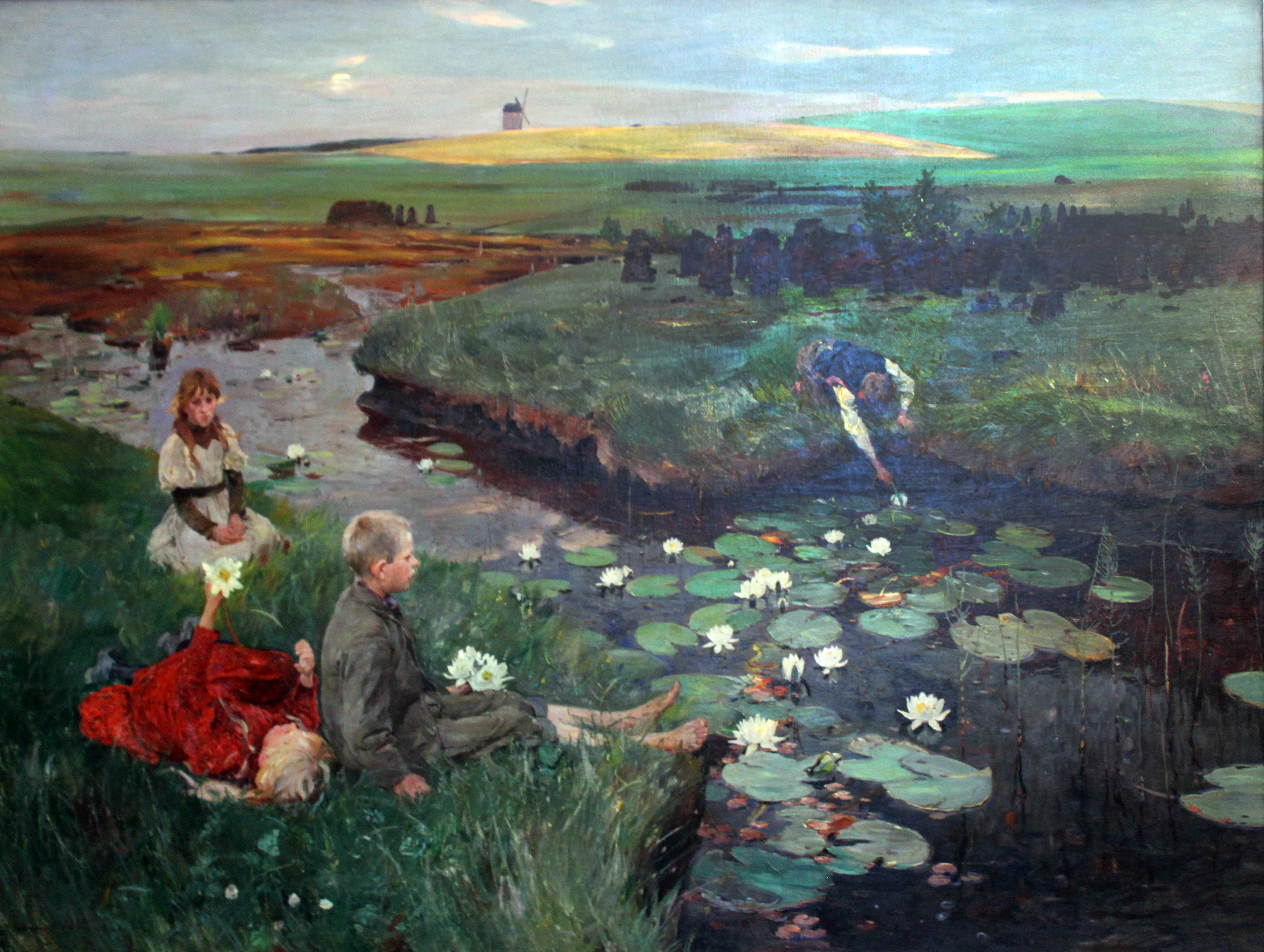
Водяні лілії нацистського художника Людвіга Детмана (занесеного до «Списку талановитих від Бога»)

Стилем мистецтва Третього рейху був романтичний реалізм, який засновувався на класичних моделях. Забороняючи сучасні дегенеративні стилі мистецтва, нацисти сприяли поширенню картин виконаних у традиційній манері, що возвеличувала «кров та землю» — цінності расової чистоти, мілітаризму та слухняності. Іншими популярними темами були: люди, що працюють на полях, повернення до благочестя Батьківщини (Любов до Батьківщини), незаперечні чесноти націонал-соціалістичної боротьби, а також звеличення жіночої роботи — народження та виховання дітей, що символізувалось фразою: «діти, кухня, церква». 
Загалом, живопис, який вважався дегенеративним мистецтвом, базувався на жанровому живописі. Назви картин приурочувались певній меті, наприклад: «Родюча Земля», «Звільнена земля», «Ті, що стоять на сторожі», «Незважаючи на вітер та погоду», «Благословення Землі» і т. д. Улюбленим художником Гітлера був Афольф Ціглер, тому Гітлер володів цілим рядом його робіт. Картини з пейзажами посідали чільне місце у Великій німецькій художній виставці. Створюючи картини в традиціях німецького романтизму, митці повинні були відтворювати справжні пейзажі, змальовані з середовища життя німців, без жодних релігійних мотивів. Популярними образами також були і селяни, які відображали звичайне життя у гармонії з природою. Таке мистецтво не відтворювало жодної механізації роботи у сільському господарстві. Фермер працював руками, докладаючи зусиль та сили. Жодна з картин у першій виставці не відтворювала життя в умовах міста або індустріалізації, воно було показано лише у двох таких роботах на другій виставці 1938 року.
Нацистська теорія явно відмовилась від «матеріалізму», і тому, незважаючи на реалістичне зображення образів, термін «реалізм» вживали рідко. Художник мав створити ідеальну вічну картину. Образи чоловіків, а більше жінок, були значною мірою піддані стереотипам ідеальної фізичної форми та картин з оголеними фігурами. Це могло бути причиною досить небагатьох антисемітських картин, в той час як роботи: «Для дому» та «Двір», які відображають єврейських спекулянтів одинаків, існують не у великій кількості можливо тому що мистецтво повинно було бути на більш високому рівні. Очевидно картини на політичну тематику були більш поширені, але все ж зустрічалися нечасто. З іншого боку, героїчні образи були достатньо поширеними аби їх коментували критики, які зазначали, що героїчний елемент завжди виділяється. Героїчні сюжети домінують над сентиментальними..

### Скульптура

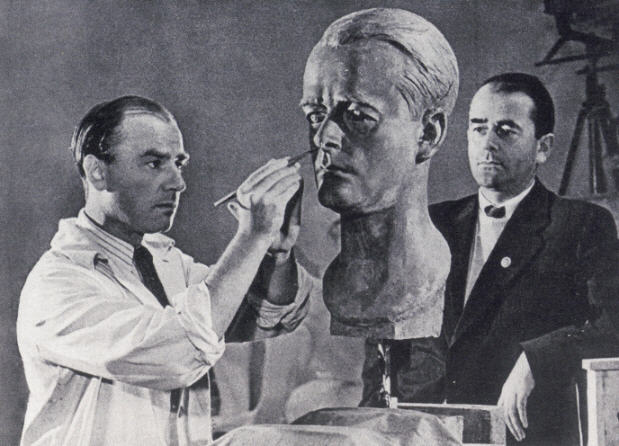
Арно Брекер створює бюст Альберта Шпеєра, міністра з озброєння Рейху

Монументальні можливості скульптури дали поштовх багатому матеріальному вираженню теорій націонал-соціалізму. Велика німецька художня виставка посприяла розвитку культури за рахунок живопису. Як такий, образ оголеного чоловіка був найпоширенішим втіленням ідеального арійця. Завдяки своїй художній майстерності Арно Брекер став улюбленим скульптором Адольфа Гітлера. Ще одним скульптором державного значення був Йозеф Торак, чий монументальний стиль імпонував образу, який Третій Рейх хотів донести світу. Був поширеним образ також і оголених жінок, хоча вони були менш монументальними. У обох випадках, фізична форма ідеального нацистського чоловіка та жінки не мали жодних недоліків.

### Музика
Очікувалось, що музика буде тональною і не матиме джазових мотивів, а на фільми та спектаклі ввели цензуру. Музика варіювалася від легкої, яка існувала у вигляді народних пісень, популярних хітів (або так званих шлягерів) та класичною, твори таких прийнятних авторів як Бах, Моцарт, Бетховен, а також Італійська опера.
У 1920-30-хх роках у містах Німеччини були джазові клуби, кабаре та заклади авангардистської музики. В контрасті, людям прийшлась до смаку класична німецька музика, адже націонал-соціалістичний режим змусив всіляко уникати сучасну музику, яка вважалась дегенеративною та єврейською. Надзвичайно славилась музика, в якій згадувалось міфічне героїчне минуле Німеччини таких композиторів, як Йоган Себастьян Бах, Людвіг ван Бетховен та Річард Вагнер. Антон Брукнер також був популярним, адже вважалось що його музика виражала дух часу німецького народу. Твори Арнольда Шоенберга (в тому числі як атональні композиції), Густава Малера, Фелікса Мендельсона та багатьох інших були заборонені бо їх автори були євреями або мали єврейські корені. Пауль Гіндеміт втік з Німеччини, аби не підкорятись нацистській ідеології. Деякі опери Георга Фрідріха Генделя були також заборонені за відверту приязнь в них до євреїв та юдаїзму або за те що для них написані нові лібрето. Німецькими композиторами, музика яких в нацистських період звучала найчастіше були Макс Регер та Ганс Пфітцнер. Ріхард Штраус продовжував були найпопулярнішим сучасним німецьким композитором так як був важливим для німецького режиму. Хоча, навіть його опера під назвою «Мовчазна жінка» була заборонена у 1935 році через її єврейського лібретиста Стефана Цвейга.
До творів закордонних композиторів ставилися толерантно, так ніби вони були у дусі класичної, тональної музики, не створені євреями та не мали відношення до ідеологій, ворожих Третьому Рейху. Нацисти визнали Франца Ліста німцем за походженням, а також сфабрикували генеалогію, за якою Фрідерік Шопен також був німцем і нацистський генерал-губернатор окупованої Польщі навіть мав музей Шопена, зведений у Кракові. Твори російського композитора Петра Чайковського могли б звучали навіть після проведення операції під назвою «Барбаросса». Опери Джоаккіно Россіні, Джузеппе Верді та Джакомо Пучіні звучали досить часто. Найбільш популярними сучасними закордонними композиторами до початку війни булиКлод Дебюсі, Моріс Равель, Ян Сібеліус таІгор Стравінський. Після початку війни твори союзників Німеччини звучали частіше, і серед композиторів були: венгерка — Бела Барток, італієць — Отторіно Респігі, та фін — Ян Сібеліус. Композитори ворожих народів (наприклад Дебюссі, Равель та Стравінський) були заборонені майже повсюди і майже не звучали — хоча були і деякі виключення. 
Існували суперечки з приводу використання нацистським режимом творів деяких композиторів, і чи вважався такий композитор нацистом. Такі композитори як Ріхард Штраус, який був першим директором музичного відділу Міністерства Пропаганди, та Карл Орф були об'єктами гострої критики та палкої оборони. Євреям швидко заборонили грати або створювати твори у стилі класичної музики в Німеччині. Такі диригенти як Отто Клемперер, Бруно Вальтер, Ігнац Вагхальтер, Йозеф Кріпі та Курт Зандерлінг втекли з Німеччини. Після захоплення Чехословаччини нацистами Карел Анчерл був занесений в чорний список як єврей і був відправлений до концтабору Терезіенштадт, а потім до Аушвіцу.

## Окремі митці націонал-соціалістичної робітничої партії Німеччини
Як зазначав Клаус Фішер, багато німецьких письменників, художників, музикантів та науковців включаючи такі відомі імена як: Вернер Гайзенберг, Отто Ган, Макс Планк, Герхарт Гауптман, Готфрід Бенн, Мартін Хайдегер та багато інших, не тільки залишились у нацистській Німеччині, але й досягли апогею своєї творчості.
У вересні 1944 року Міністерство народної освіти та пропаганди підготували список з 1,041 митців, які вважались особливо важливими для націонал-соціалістичної культури, а тому були звільнені від несення військової служби. Цей документально підтверджений «Список талановитих від бога» пропонує алфавітний покажчик художників, скульпторів, архітекторів та режисерів, які імпонували політично, були цінні для нацистів в плані культури та все ще поживали на території Німеччини в такі пізні роки війни.

### Офіційні художники
- Вільгельм Трюбнер (німецький художник 19 століття)
- Конрад Гоммель (1883—1971)
- Вернер Пайнер (1897—1984)
- Адольф Віссель (1894—1973)
- Томас Баумгартнер (1892—1962)
- Вальтер Гоек (1885—1956)
- Пауль Матіас Падуа (1903—1981)
- Іво Залігер (1894—1987)

### Офіційні скульптори
- Адольф Ціглер
- Карл Альбікер
- Арно Брекер
- Георг Кольбе
- Фердінанд Ліберман
- Віллі Меллер
- Адольф Вампер
- Йозеф Торак

### Музиканти
- Вернер Егк
- Ганс Пфітцнер
- Карл Орф
- Ріхард Штраус

## Окремі митці заборонені Третім Рейхом
Заборонені в окупованій Німеччиною Європі та/або в засланні:

### Художники
- Макс Бекман
- Оскар Кокошка
- Курт Швіттерс

### Скульптор
- Ернст Барлах

### Музиканти
- Пауль Гіндеміт
- Отто Клемперер
- Арнольд Шоенберг
- Курт Вайль (композитор)

### Архітектор
- Вальтер Гропіус (засновник будинку на дереві)